# Morris (fumettista)
Morris, pseudonimo di Maurice de Bévère (Courtrai, 1º dicembre 1923 – Bruxelles, 16 luglio 2001), è stato un fumettista belga.

## Biografia

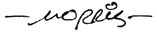
Firma dell'autore

Nasce a Courtrai (Belgio) il 1º dicembre 1923 e diviene uno dei più grandi fumettisti europei. La sua influenza sul mondo dei fumetti si concretizza con la creazione di Lucky Luke, un cowboy infallibile a zonzo per la frontiera nordamericana. Il personaggio apparve per la prima volta su Spirou nel 1947 e fu proprio in questa occasione che l’autore iniziò a usare il suo pseudonimo. La sua carriera nel mondo del disegno incomincia nel 1943 quando trova lavoro come inchiostratore nell studio di cartoni animati "CBA", a fianco di autori del fumetto belga come Peyo e André Franquin, con il quale qualche anno dopo andrà negli Stati Uniti.
Nel 1945 lascia lo studio per collaborare con le riviste Le Moustique e Het Laatste Nieuws per le quali realizza centinaia di copertine. In questo periodo è ancora solito firmarsi con il vero nome. L'utilizzo dello pseudonimo di Morris avviene l'anno successivo quando sulle pagine della storica rivista belga di fumetti Spirou. Nel 1946, con lo pseudonimo di Morris, crea il personaggio dei fumetti di Lucky Luke, che, dal 1947 e per oltre vent'anni, verrà pubblicato sulla rivista Spirou e che raggiungerà un notevole successo diventando il suo impegno principale. Il primo episodio di Lucky Luke, "Arizona 1880" viene pubblicato sull'almanacco di Spirou (L'Almanach Spirou 1947) nel 1946.
Nel 1948 si reca negli Stati Uniti insieme a Jijé e a André Franquin per approfondire la conoscenza della realtà storica del far west, per vedere dal vivo il mondo che stava raccontando nei suoi fumetti e per ricreare in maniera più realistica le atmosfere e le situazioni raccontate nelle avventure di Lucky Luke. Vi resterà sei anni, girando per il paese e per poi fermarsi a New York, dove conosce altri autori come Harvey Kurtzman, Jack Davis, collaborando con Mad Magazine, e René Goscinny, che in seguito diventerà il suo sceneggiatore.
Fino al 1955 Morris aveva realizzato in completa autonomia testi e disegni di Lucky Luke ma, dopo l'incontro con Goscinny, le sceneggiature della serie vengono curate da quest'ultimo mentre Morris continuerà a occuparsi dei disegni. La collaborazione fra i due terminerà soltanto con la scomparsa di Goscinny nel 1977. Morris affida al francese una sceneggiatura di Lucky Luke e da allora il personaggio prende forma. «Prima aveva il faccione, i modi rudi e parlava pochissimo», racconterà Morris nel 1993, «perché creandolo mi aveva molto influenzato Gary Cooper. Con l’influenza di Goscinny Lucky Luke sarà più sofisticato».
Fino al 1977 la coppia di autori realizzano 35 racconti di Lucky Luke inserendolo di diritto nel pantheon del fumetto franco-belga grazie alla genialità di Goscinny e al tratto e di Morris, il successo della serie è cresciuto nel tempo vendendo circa 250 milioni di volumi. Nel 1968 abbandona Spirou per passare a Pilote e, successivamente, Lucky Luke comparirà per qualche tempo su una propria testata omonima Dopo la morte di Goscinny, nel 1977, Morris prosegue le avventure di Lucky Luke facendo scrivere le sceneggiature a diversi giovani sceneggiatori. Nonostante la produzione di Morris sia completamente assorbita dal personaggio di Lucky Luke, nel 1987 dà vita alla serie Rantanplan che vede protagonista uno dei personaggi secondari di Lucky Luke.
Tra il 1972 e il 2023 sue opere si possono trova nel giornale per ragazzi Pif Gadget.
Muore il 16 luglio 2001 ma la saga di Lucky Luke è proseguita con altri autori quali Achdé, Laurent Gerra e lo scrittore Daniel Pennac.

## Premi e riconoscimenti
- Più tardi Morris toglierà la sigaretta dalla bocca di Lucky Luke, rimpiazzata con un filo d’erba,[5] cosa questa che gli fruttò il riconoscimento da parte dell'Organizzazione mondiale della sanità per avere fatto "smettere" Lucky Luke di fumare[4].
- Nel 1992 vince il premio speciale Grand Prix de la ville d'Angoulême per il ventesimo anniversario della manifestazione.[7]
- Il 20 ottobre 1998 il ministro francese per la cultura nominò Morris Grande Ufficiale dell'Ordine delle Arti e delle lettere[senza fonte].